# Janusz Duchnowski
Janusz Duchnowski (ur. 11 kwietnia 1958 w Ełku) – polski piłkarz, grający na pozycji obrońcy. Wychowanek Mazura Ełk.
Karierę rozpoczynał w Mazurze Ełk, skąd następnie przeniósł się do Jagiellonii Białystok. Przygodę z wielką piłką zaczął jednak dopiero w Stali Mielec, w której zadebiutował w Ekstraklasie w sezonie 1977/78. Łącznie w barwach Stali rozegrał w Ekstraklasie 53 spotkania. Obecnie mieszka w Szwecji w Sztokholmie i jest drugim trenerem klubu Polonia Falcons FF.